# DachaBracha
DakhaBrakha (ukrainisch ДахаБраха DachaBracha) ist ein Musikprojekt aus Kiew in der Ukraine. Die Band spielt Weltmusik mit Einflüssen aus dem alternativen Rock- und Popbereich, die sie selbst als Ethno-Chaos bezeichnet. Die Texte der Band werden vornehmlich in ukrainischer, alt-ukrainischer und russischer Sprache gesungen, einzelne Titel auch auf Bulgarisch, deutsch und englisch.

## Geschichte
Die Mitglieder der Gruppe DakhaBrakha fanden sich 2003 im Kiewer Theater Dach (Дах) zusammen, einem Zentrum für zeitgenössische Kunst, das 1994 von Wladyslaw Trojizky gegründet wurde. Seit 2004 tritt die Band öffentlich auf, zunächst nur in Osteuropa, 2007 erstmals in Deutschland, später auch in anderen Teilen Westeuropas. 2013 folgten Auftritte u. a. beim Haldern Pop Festival und eine Tournee durch Kanada und die USA.
Der Name der Band leitet sich aus den beiden ukrainischen Wörtern Давати und брати ab, was Geben und Nehmen bedeutet. Dahinter steht das Konzept, auf Reisen alte ukrainische und andere Volksmusik vor Ort aufzunehmen, zu verarbeiten, mit anderen musikalischen Einflüssen zu verbinden und wieder den Menschen vor Ort zurückzugeben.

## Besetzung

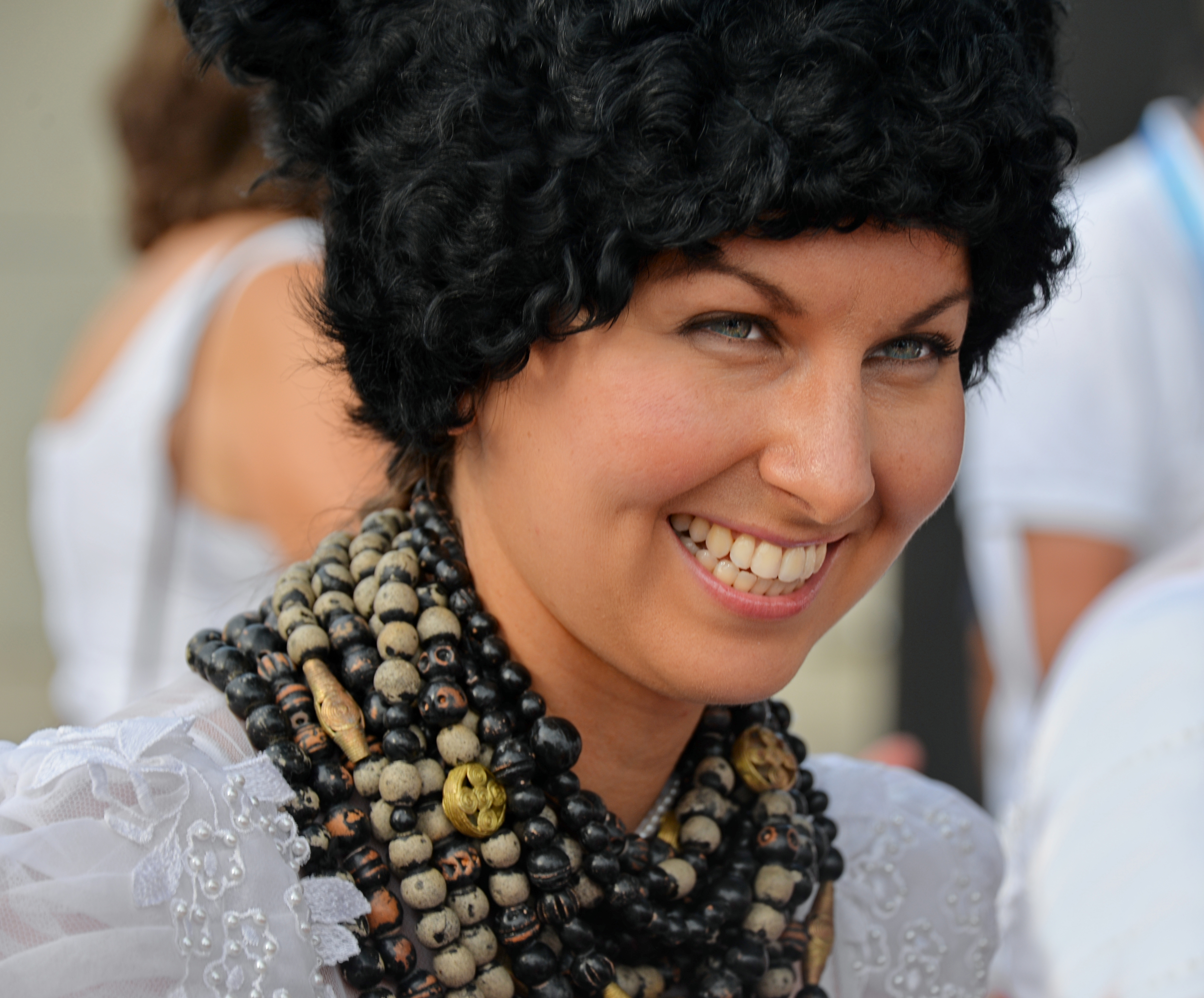
Nina Harenetzka
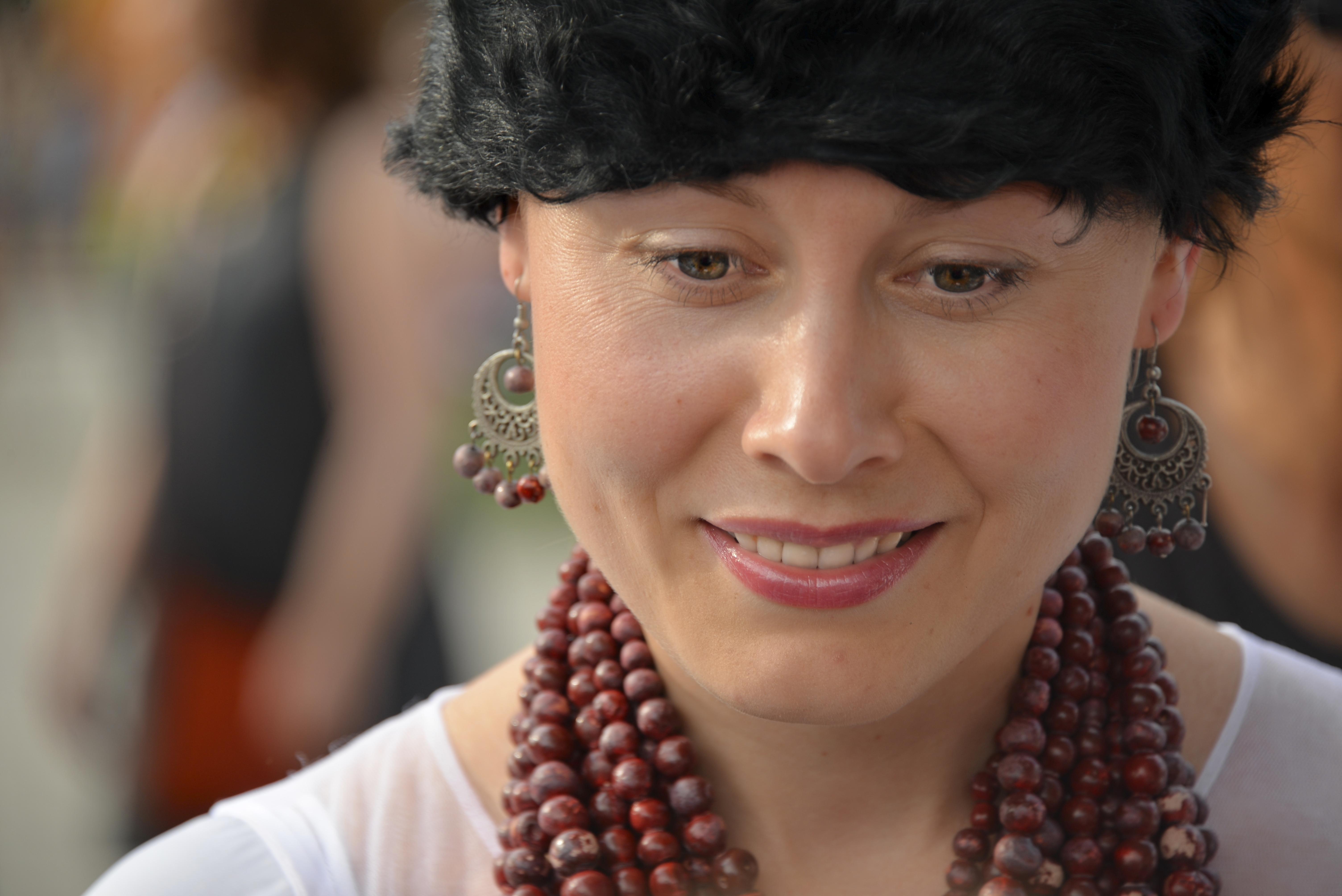
Olena Tsybulska
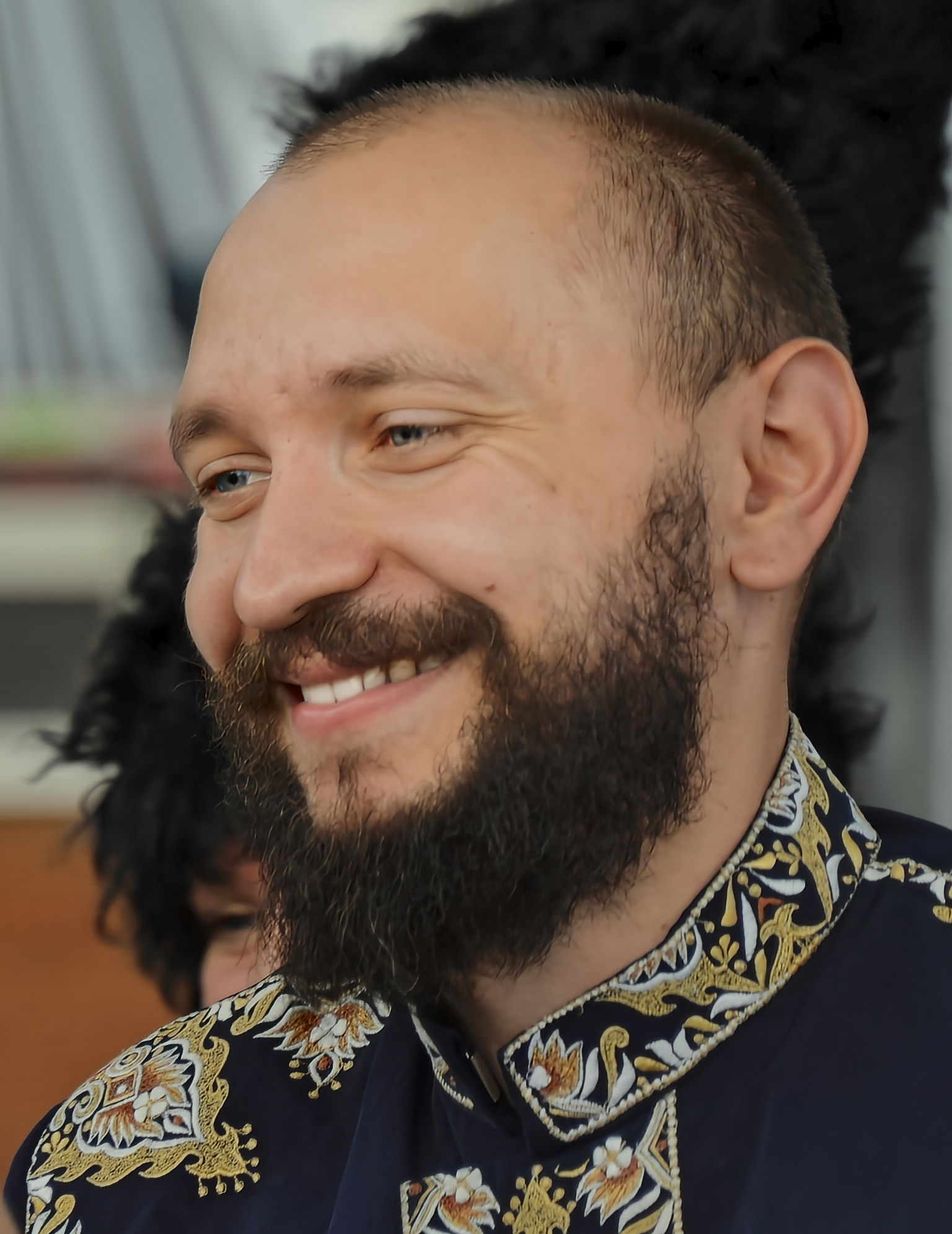
Marko Halanewytsch
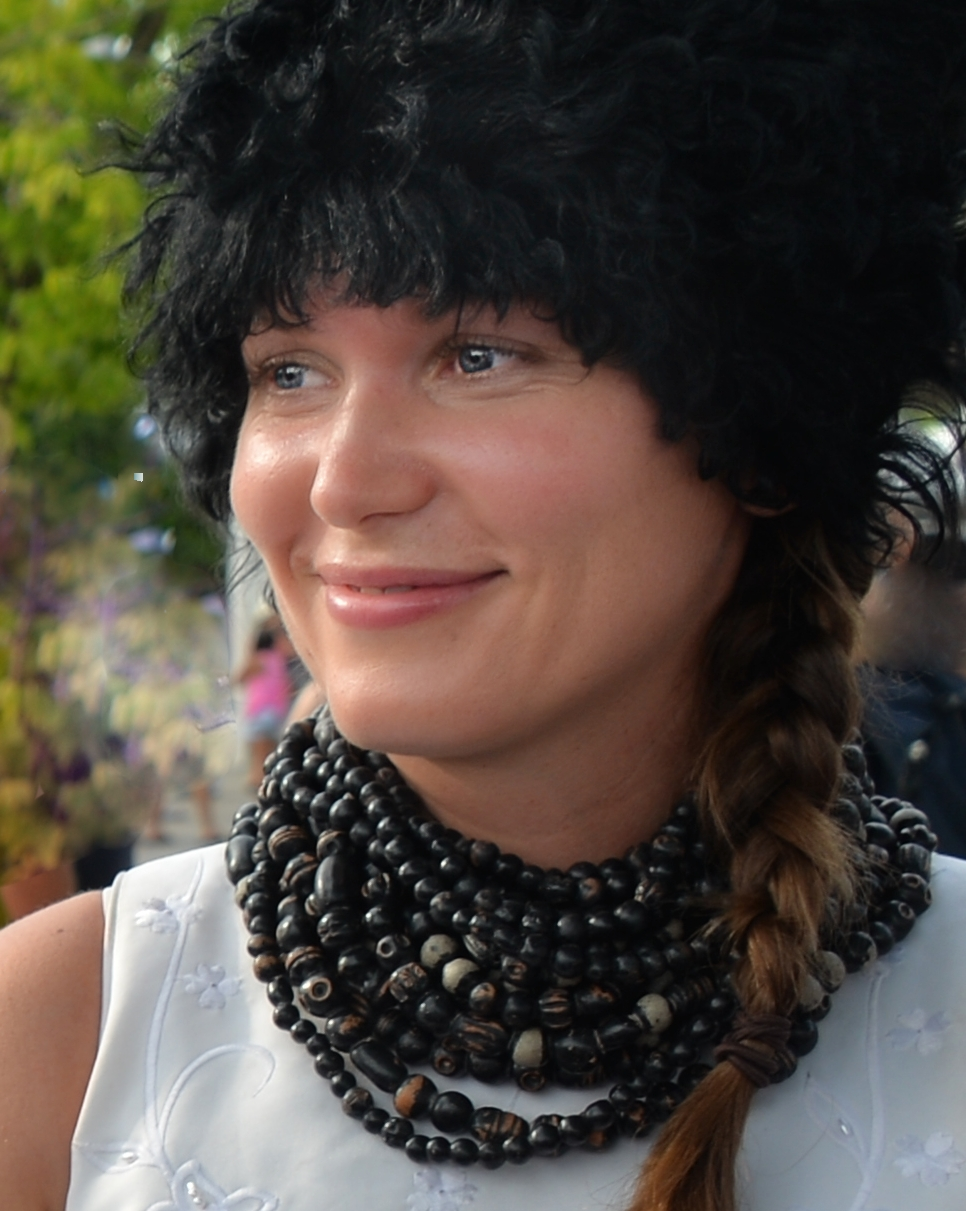
Iryna Kowalenko

## Diskografie
- 2006: На добраніч („Gute Nacht“)
- 2007: Ягудки („Beeren“)
- 2009: На межі („Am Rande“)
- 2010: Light

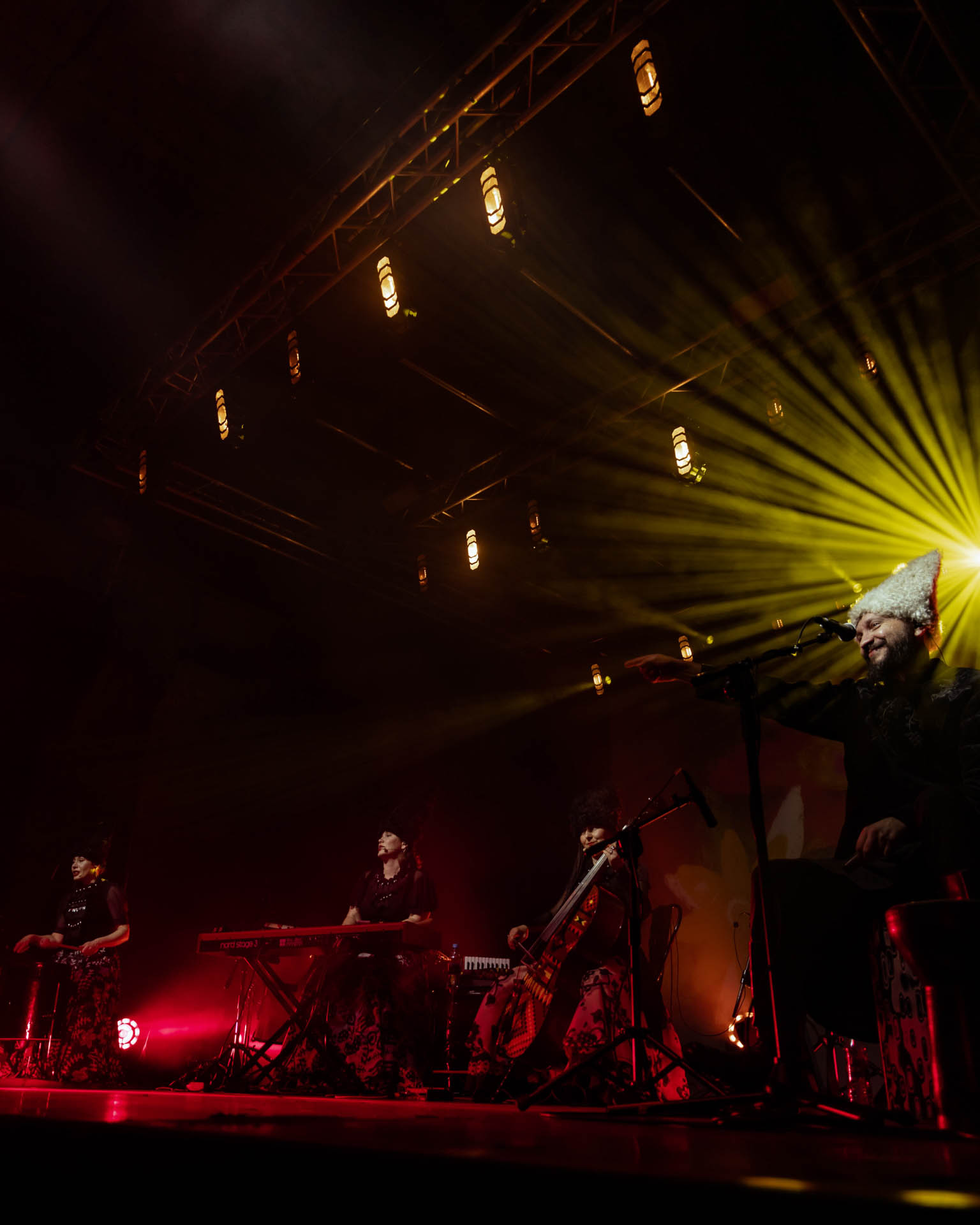
Dakha Brakha 2022

- 2012: Хмелева project (gemeinsam mit «PortMone»)
- 2016: Шлях („Weg“)
- 2020: Alambari

## Auszeichnung
- 2020 Taras-Schewtschenko-Preis Kategorie Musik für das Album „Schljach“ (Weg)[3]